# Edwin Schrader
Edwin Schrader fue un deportista danés que compitió en ciclismo en la modalidad de pista. Ganó dos medallas en el Campeonato Mundial de Ciclismo en Pista, plata en 1896 y oro en 1897.

## Medallero internacional
| Campeonato Mundial | Campeonato Mundial     | Campeonato Mundial | Campeonato Mundial       |
| Año                | Lugar                  | Medalla            | Competición              |
| ------------------ | ---------------------- | ------------------ | ------------------------ |
| 1896               | Copenhague (Dinamarca) | Medalla de plata   | Velocidad individual (A) |
| 1897               | Glasgow (Reino Unido)  | Medalla de oro     | Velocidad individual (A) |